# Església de Sant Sergi de Ràdonej (Riga)
L'Església de Sant Sergi de Ràdonej (en letó: Sveta Radoņežas Sergija pareizticīgo Baznica) és una Església Ortodoxa a la ciutat de Riga capital de Letònia, està situada al carrer Krišjānis Barons, 126. Té com sant patró a Sergi de Ràdonej.